# Леди ночи
«Леди ночи» (англ. Lady of the Night) — американский немой фильм-драма 1925 года режиссёра Монты Белла. Звезда фильма — Норма Ширер исполнила сразу две роли — отвязной девицы Молли и благочестивой девушки Флоренс.
В некоторых сценах Норму Ширер дублирует Джоан Кроуфорд, этот фильм — её дебют в кино.

## В ролях
- Норма Ширер — Молли Хелмер / Флоренс Бэннинг
- Малькольм Макгрегор — Дэвид Пейдж
- Дейл Фуллер — Кисс Карр
- Джордж К. Артур — Данн
- Фред Эсмелтон — судья Бэннинг
- Лью Харви — Крис Хелмер
- Гвен Ли — подруга Молли
- Бетти Моррисси — Герти
- Джоан Кроуфорд — дублёрша Нормы Ширер (в титрах не указана)